# Intérprete (profesión)

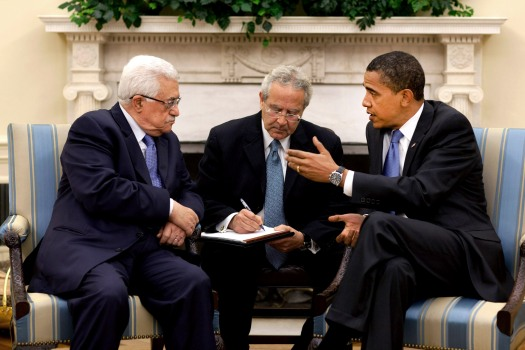
Barack Obama y Mahmud Abbas con un intérprete

Un intérprete es un profesional en interpretación de lenguas que permite la comunicación entre dos o más personas que hablen distintos idiomas mediante un lenguaje oral o de señas. Puede ser simultánea o consecutiva.

## Técnicas y modalidades de la interpretación

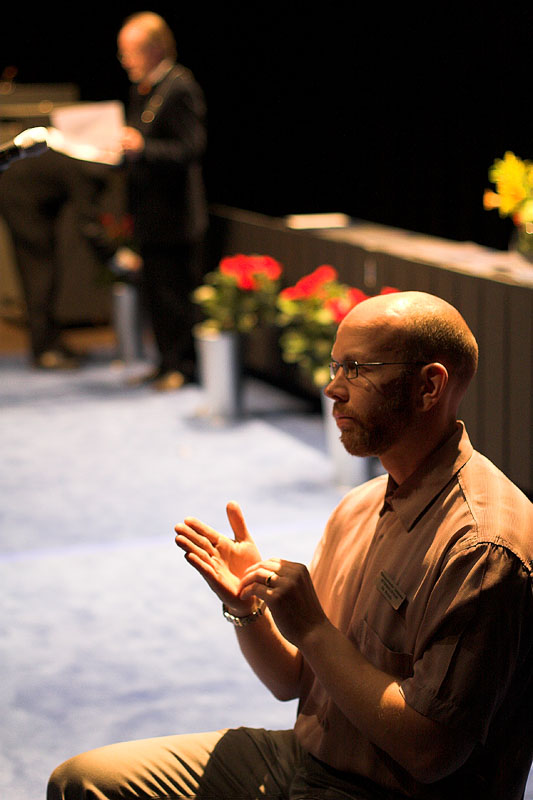
Intérprete de señas

Es importante distinguir entre técnicas y modalidades de interpretación. Hablar de técnicas en interpretación se refiere a las diferentes actividades intelectuales implicadas en el proceso interpretativo, mientras que al mencionar el término modalidad nos ocupamos del contexto comunicativo y situación social de una interpretación.
Entre las distintas técnicas se encuentran la consecutiva, la simultánea, la interpretación bilateral (también llamada de enlace o ad hoc), el chuchotage o susurrada y la traducción a la vista (una traducción rápida, oral, de un texto escrito). 
Las más conocidas son la interpretación simultánea y la interpretación consecutiva. En la interpretación consecutiva, el intérprete toma notas mientras el orador pronuncia un discurso. Este último puede hacer pausas frecuentes para la interpretación, o puede pronunciar su discurso entero, mientras el intérprete toma nota para después traducirlo al otro idioma. En cambio, en la interpretación simultánea, el intérprete traduce de forma oral (interpreta) inmediatamente a través de un micrófono (conectado a una consola especial de interpretación), el discurso del orador, que escucha a través de unos auriculares. La interpretación simultánea suele realizarse desde cabinas en las que los intérpretes trabajan por parejas de la misma combinación lingüística. La interpretación consecutiva, por la lentitud que introduce en la comunicación, viene perdiendo terreno ante la interpretación simultánea; esta, que empezó en congresos y tribunales (véase juicios de Núremberg, Naciones Unidas), se va usando en cada vez más entornos, como las conferencias telefónicas y la difusión radial y televisiva. Ahora se está empezando a estudiar su uso en las videoconferencias.
Entre las distintas modalidades existen la interpretación de conferencia, la interpretación para los tribunales, la interpretación social, etc. 
La interpretación de lengua de señas merece igual atención por parte de los investigadores de la interpretación, ya que constituye una modalidad en sí.